# Tiko
Pour les articles homonymes, voir Tiko (homonymie).
Tiko est une commune du département de Fako située dans la région du Sud-Ouest au Cameroun. Son activité principale est la culture d'hévéa et la récolte de caoutchouc brut.

## Géographie
La ville est située sur la route nationale 3 à 23 km au sud-est du chef-lieu régional Buéa et à 22 km au nord-est du chef-lieu départemental Limbé.
Les quartiers de base à Tiko comprennent Rues 1-7, Motombolombo, Bas Beach, New trimestre, P & T Quarters, Nouvelle mise en page, Long Street, Likomba, Golf Club, Mutengene, Ombe.
La partie côtière de la commune est constituée par une zone de criques et de mangroves. 

Elle est traversée par la route nationale Douala-Idenau et par le fleuve Mungo. Les communes les plus proches avec coordonnées: 

## Histoire

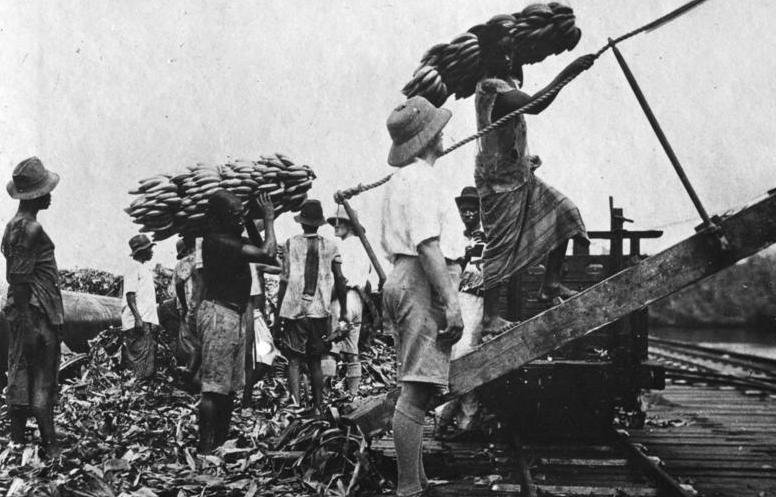
Chargement de bananes sur un quai de Tiko (1912)

Originellement la localité porte le nom bakweri de « Keka ». Elle est ensuite appelée Tiko qui signifie échange en langue bakweri. Ville et port important de la région du Sud-Ouest du Cameroun, elle s'est développée en raison de son rôle de marché pour Douala et pour les pêcheurs Kpwe Bakweri, agriculteurs chasseurs de Molyko, Bwenga, Bulu et Bokova.
La cité de Tiko est formellement créée en 1911 par l'administration coloniale allemande qui attribue 300 ha à 35 familles Bakweri et Douala. Après la Première Guerre mondiale, l'administration coloniale britannique met en place deux collectivités, le Tiko Native Council pour les populations autochtones et le Tiko City Council pour les populations immigrées. Ces deux collectivités sont fusionnées et réorganisées en 1928. Le statut de la localité connait ensuite plusieurs réformes administratives. La communauté rurale de Tiko (Rural council) est créée en 1974, elle est transformée en commune (Municipality Council) en 2004.

## Administration
Tiko est située dans l’arrondissement de Tiko. La commune de Tiko compte trois zones urbaines ou villes : Tiko Ville, Mutengene et Likomba. Elle comprend en zone rurale 28 villages dont 12 dans le secteur côtier des criques et 16 à l'intérieur des terres :
- Kongwé
- Kombo
- Likomba
- Misaka
- Missellele
- Moko
- Mondoni
- Mongo
- Mudeka
- Ombe
- Yonde

Mutengene, une petite ville à l'ouest de Tiko, est un carrefour menant à Buea et Limbe.
| Période     | Identité                  | Parti | Notes                                   |
| ----------- | ------------------------- | ----- | --------------------------------------- |
| 2020 - 2025 | Chief Peter Ikome Mesoso  | RDPC  | chef traditionnel de 3e degré de Bwilei |
| 2013 - 2020 | Moukondo Daniel Ngande    | SDF   |                                         |
| 2007 - 2013 | Richard Tita Fombon       | RDPC  |                                         |
| 2002 - 2007 | Rosine Toto Ndongue       | RDPC  |                                         |
| 1999 - 2002 | Moukondo Daniel Ngande    | SDF   |                                         |
| 1996 - 1999 | Fritz Matute Mosima       |       |                                         |
| 1995 - 1996 | Chief Mbella Sonne Dipoko |       | écrivain                                |
| 1983 - 1995 | Paul Sinju                |       |                                         |
| 1979 - 1983 | Haddison J. Mokoko        |       |                                         |
| 1978 - 1979 | Luma Ngeka Martin         |       |                                         |

## Chefferies traditionnelles
L'arrondissement de Tiko compte 12 chefferies traditionnelles de 3e degré et quatre chefferies traditionnelles de 2e degré :
- 847 : Chefferie Tiko-Town
- 848 : Chefferie Mutengene
- 849 : Chefferie Missaka
- 850 : Chefferie Bonakoh East

## Population
Lors du recensement de 2005, la commune comptait 117 884 habitants, dont 59 499 pour Tiko Ville.
L'évolution de la population urbaine est relevée par les travaux du département de Géographie de l'Université de Montréal.
| 1935 | 1953  | 1964  | 1967  | 1976   | 1987   | 1998   | 2005   |
| ---- | ----- | ----- | ----- | ------ | ------ | ------ | ------ |
| 622  | 5 337 | 9 238 | 8 500 | 14 810 | 23 554 | 45 918 | 59 499 |

## Enseignement
Tiko est le foyer de nombreux collèges, y compris du collège Christ Roi, GBHS, l'Académie Impériale des Arts et de la Science (impasse), Fondation Collège global et Pliva College.
L'arrondissement de Tiko compte 6 établissements secondaires publics dont 6 lycées, 3 sont anglophones et 3 bilingues.
- Lycée bilingue de Mudeka
- Lycée bilingue de Mutengene
- Lycée bilingue de Tiko
- Lycée de Motombolombo
- Lycée technique d'Ombe
- Lycée technique de Tiko

## Économie

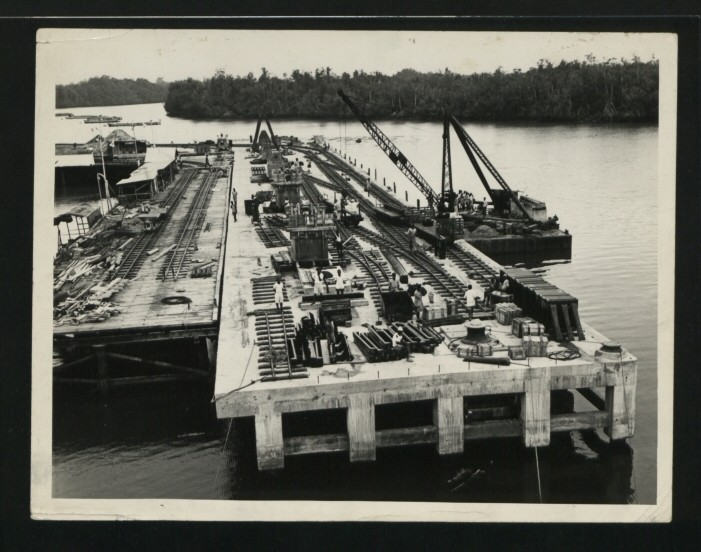
Port de Tiko, Tiko Wharf (1959)

Une partie importante du territoire communal est consacrée aux plantations de l'entreprise agro-industrielle Cameroon Development Corporation (CDC), elles produisent de l'huile de palme, du caoutchouc et des bananes sous la marque Tiko Banana. En 1972, les plantations d'hévéas de la CDC s'étendent sur 6 387 ha pour 2 484 travailleurs permanents. La CDC Tiko Rubber Factory est la plus importante usine de production de caoutchouc de la CDC située sur Main Road à Tiko. 
Tiko est bien connu pour abriter l'ethnie nigériane Igbo, ainsi que son marché organisé. Le marché de Tiko est l'un des marchés les plus renommés en Afrique de l'Ouest. Les gens des villages environnants, villes, et les pays qui achètent ou font des affaires à Tiko. Le marché est actuellement en reconstruction après l'incendie du 2 mars 2010.

## Cultes
La paroisse catholique de Saint Joseph de Tiko relève de la doyenné de Tiko du Diocèse de Buéa.

## Tourisme
La mangrove de Tiko et ses villages de pêcheurs de l'estuaire du Wouri constitue un site écotouristique.

## Transports
La localité dispose d'un terrain d'aviation, (code IATA : TKC • code OACI : FKKC).
Tiko plantations dans la région ont été initialement desservis par les chemins de fer à voie étroite.

## Sports
Tiko United FC est le plus célèbre club de football. Tiko United est le premier club à l'ouest de Moungo à avoir remporté le titre de champion depuis sa création il y a 50 ans. EEMSA (Eteki Esoh Memorial Sports Academy of Tiko), Little Foot FC et Treviso FC sont des clubs basés à Tiko évoluant en ligue régionale du Sud-Ouest en 2021 (3e division). 
Le Golf Club de Likomba est doté d'un parcours de golf 18 trous accueillant des compétitions internationales, il est le plus ancien du Cameroun existant dès les années 1950. Étant l'un des deux terrains de golf du pays, un des principaux tournois de golf s'y tient, en saison sèche.

## Partenariat international
La municipalité à signé un mémorandum d'entente avec : 
- Olímpia,  Brésil en 2022[10].

## Personnalités liées à la ville
- Sofoklis Schortsanitis est joueur de basket-ball.
- Ebenezer Akwanga, militant séparatiste
- Mbella Sonne Dipoko (1936-2009), écrivain en langue anglaise
- Salatiel, musicien et producteur